# Macdonaldita
La macdonaldita és un mineral de la classe dels silicats. Rep el seu nom en honor de Gordon A. Macdonald (1911-1978), destacat vulcanòleg nord-americà i catedràtic de Geologia de la Universitat de Hawaii en el moment de la descripció de l'espècie.

## Característiques
La macdonaldita és un fil·losilicat de fórmula química BaCa₄Si16O36(OH)₂·10H₂O. Cristal·litza en el sistema ortoròmbic. La seva duresa a l'escala de Mohs es troba entre 3,5 i 4.
Segons la classificació de Nickel-Strunz, la macdonaldita pertany a «09.EB - Fil·losilicats amb xarxes dobles amb 4- i 6-enllaços» juntament amb els següents minerals: rhodesita, delhayelita, hidrodelhayelita, monteregianita-(Y) i carletonita.

## Formació i jaciments
Va ser descoberta l'any 1964 al dipòsit de Rush Creek, al comtat de Fresno (Califòrnia, Estats Units). També a Califòrnia, ha estat descrita als comtats de Mariposa i Tulare. Fora dels Estats Units també ha estat trobada a San Venanzo (Úmbria, Itàlia).